# دانشگاه سوون
دانشگاه سوون (هانگول: 수원대학교) دانشگاهی در هواسئونگ، گیونگی-دو، استان گیونگگی، کره جنوبی است. از زمانی که اولین قرارداد خواهرخواندگی این دانشگاه با یک دانشگاهی در خارج از کشور در سال ۱۹۸۵ با دانشگاه ایالتی شیکاگو تنظیم شد، قراردادهایی با تقریباً ۱۰۰ دانشگاه در ۲۳ کشور تنظیم شده‌است.